# Покољ у Батепау
Покољ у Батепау десио се 3. фебруара 1953. године у Сао Томеу када је стотине домородачких креола познатих као форос побила колонијална управа и португалски земљопоседници. Многи "фороси" веровали су да влада намерава да их присили да раде као уговорни радници, чему су се успротивили. Као одговор, гувернер је за немире окривио комунисте и наредио војсци да ухапси такве појединце, а цивилима да се заштите. Ово се убрзо претворило у крвопролиће, што је узроковало смрт стотина "фороса". Никаква комунистичка урота никада није доказана.

## Позадина
Карлос Горгуљо преузео је функцију гувернера колоније 1945. године. У то је време острво Сао Томе било један од највећих светских произвођача какаоа. Велике плантаже, назване росас, заузимале су већину обрадивог земљишта на острву. Росас је функционисао као квази-феудални сустав који користи уговорне раднике (сервисаис) из копнене Африке и Зеленортских острва. Фороси су увек одбијали ручни пољски рад на имањима, јер су га сматрали робовским радом. Према Горгуљовој процени, политика економске модернизације португалског Естадо Ново режима захтевала је разбијање зависности Сао Томеа о уговорним радницима из прекоморских земаља. Како би то постигао, Горгуљо је применио политику како би "сервисаисе" олакшао вратити кући док је у исто време побољшавао услове на росасима, за које се надао да ће привући локалну радну снагу. Такође је увео мере усмерене на егзистенцију фороса као што је забрана продаје палминог вина и локално произведеног џина те подизање пореза на биралиште с 30 на 90 ескуда; Горгуљо је веровао да ће те мере резултовати тиме да "фороси" преузму најамни рад на росасима.
Горгуљо се такође суочио с недостатком радне снаге за извођење јавних радова и грађевинских пројеката. Колонијална управа користила је полицијске рације за отмице људи за присилни рад како би одрађивали велик део ових послова.

## Криза
Суочена с раширеним недостатком радне снаге, колонијална управа предложила је 1952. насељавање 15 хиљада људи са Зеленортских острва на Сао Томе. Затим су се у јануару 1953. прошириле гласине да ће влада запленити земљу "фороса" како би ју дала новопридошлим Зеленорћанима и присилити "форосе" да раде као уговорни радници. Дана 2. фебруара 1953. у Сао Томеу су се појавили руком писани памфлети у којима се претило убиством свакоме тко као раднике прими "форосе". Влада је одговорила званичном изјавом: "Влада је обавештена да појединци који су непријатељски настројени према садашњој политици, познати као комунисти, шире тенденциозне гласине у смислу да се креоли морају обвезати да сами уговоре посао на "росасима" попут сервисаиса. Влада изјављује да нити један креол не би требао да придаје заслуге овим гласинама, већ би такве појединце требао пријавити полицији. Дакле, влада која има обвезу да штити креоле, као што је увек радила, јамчи им да никада неће да пристане одобрити такве уговоре." Гомиле демонстраната окупиле су се 3. фебруара и полиција је убила једног од њих, Мануела да Конкеисао Соареса. Његова смрт подстакла је велики протест у Триндадеу следећи дан.

## Покољи
Горгуљо је обавестио колонисте и управу да се спрема комунистичка побуна и упутио је позив свим белим колонистима да узму оружје како би заштитили себе и беле жене. Милиције су се брзо формирале те су се и неки Зеленорћани одазвали позиву на оружје. Осим тога, плантажери су мобилисали анголске и мозамбичке раднике. Током следећих неколико дана милиције и колонијалне власти убиле су стотине фороса. Двадесет и осам људи су у ћелијама угушили локални полицајци, Корпо де Полициа Индигена (ЦПИ, домородачки полицијски корпус), а на једном је имању двадесет људи живо спаљено. Власти су подвргавале затворенике мучењу помоћу струје и десетине затвореника умрло је од последица мучења, премлаћивања и присилног рада. Власти су многа тела бациле у море. Остао је забележен Горгуљов савет проводитељима злочина: "Баци ово срање у море да избегнеш невоље".

## Последице
Дана 4. марта припадници португалске Међународне и државне одбрамбене полиције стигли су да проведу истрагу о наводној комунистичкој уроти. Брзо су закључили да такве уроте нема и у априлу је Сарменто Родригес, министар прекоморских територија, наредио Горгуљу да се врати у Лисабон. Промакнут је у чин генерала и за своје деловање похваљен од министра војске, генерала Абранчеса Пинта. Седморици "фороса" суђено је за убиство двојице полицајаца.
Покољ у Батепау означио је успон покрета за независност у португалском Сао Томеу и Принсипеу, а сваке године 3. фебруар обележава се као национални празник, Дан мученика за слободу (Dia de Mártires da Liberdade).